# Массари, Фрици
Фрици Массари, настоящее имя Фридерика Масарик (нем. Fritzi Massary; 21 марта 1882, Вена, Австрия — 30 января 1969, Беверли-Хиллз, США) — австрийская певица оперетты, актриса театра и кино.

## Биография
Фридерика Масарик, впоследствии известная как Фрици Массари, родилась в Вене в 1882 году. Её отцом был еврейский коммерсант Якоб Леопольд Масарик. В начале своей карьеры Фрици выступала в венских варьете, а также с шестнадцати лет пела в хоре венского Карл-театра. Вместе с этим театром она участвовала в гастролях в Санкт-Петербурге. В 1899 году Фрици начала выступать в амплуа субретки в городском театре Линца, а затем играла в театрах Гамбурга и Вены. В 1901—1904 годах она была известна как исполнительница романсов и шлягеров в театрах «Венеция в Вене» и «Орфеум». Вскоре её заметил Рихард Шультц, директор берлинского Метрополь-театра, и Фрици Массари начала выступать в опереттах, в частности, Легара, Кальмана, Фалля и Оффенбаха. С 1904 по 1933 год она была солисткой Метрополь-театра и исполнила главные роли в ряде оперетт, в том числе Лео Фалля («Мой милый Августин», 1912; «Императрица», 1915; «Роза Стамбула», 1917; «Испанский соловей», 1921; «Мадам Помпадур», 1922) и Оскара Штрауса («Последний вальс», 1920; «Жемчуга королевы», 1923; «Терезина», 1925; «Королева», 1926; «Женщина, которая знает, чего хочет», 1932). Примечательно, что как Фалль, так и Штраус создавали многие свои произведения с расчётом на вокальные и актёрские данные певицы.

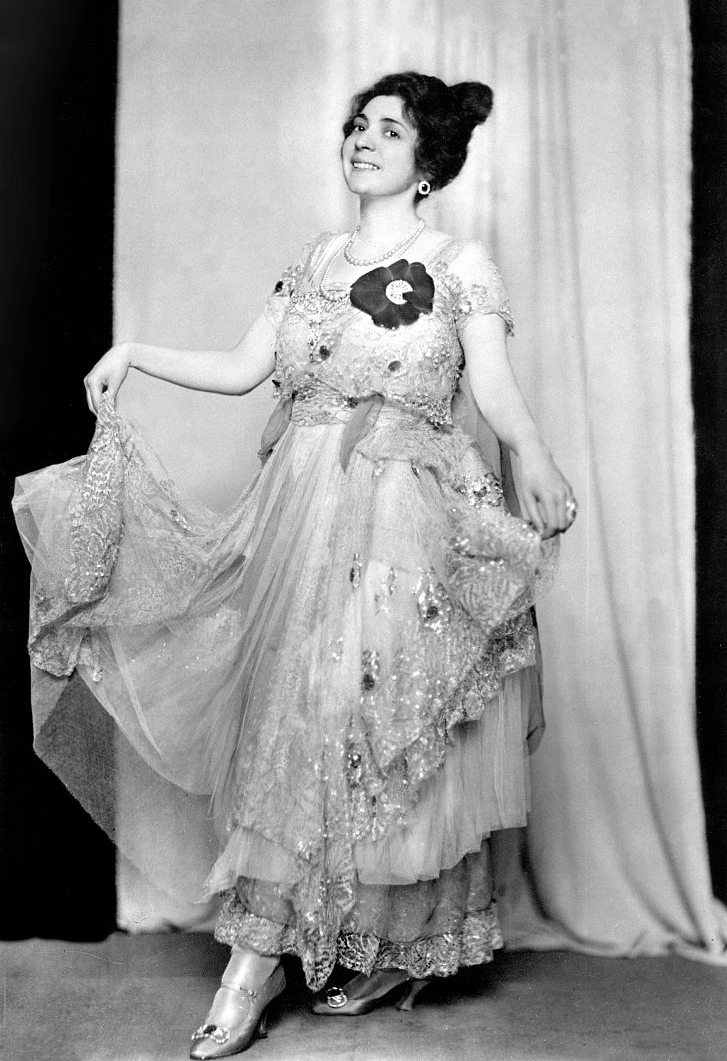
Фрици Массари. Фотография 1916 года

Фрици Массари часто гастролировала, в том числе в Париже и в Вене. В 1911 году она выступила в Мюнхене, исполнив заглавную роль в оперетте «Прекрасная Елена» Оффенбаха. Кроме того, она выступала в берлинской Городской опере в ролях Адели («Летучая мышь» Иоганна Штрауса) и Ханны Главари («Весёлая вдова» Ф. Легара). Особый успех имело её исполнение роли Сильвы из «Королевы чардаша» Кальмана. На протяжении своей карьеры Массари записала множество граммофонных пластинок, а также снялась в нескольких озвученных немых фильмах, таких как «Виола» (1912), «Туннель» (1915) и «Безумный танец любви» (1919).
В 1918 году Фрици Массари вышла замуж за певца и актёра Макса Палленберга, от которого ранее родила дочь. В 1920-х годах популярность певицы достигла своего пика. Последним её триумфом стало выступление в оперетте «Женщина, которая знает, чего хочет» 1 сентября 1932 года. Вскоре после него Массари, из-за начавшихся преследований евреев, вынуждена была бежать из Германии вместе с мужем: вначале в Вену, затем в Швейцарию. В 1934 году Макс Палленберг погиб в авиакатастрофе. Для Фрици, одновременно потерявшей и родину, и мужа, это стало большим ударом. Следующее её выступление состоялось лишь в 1938 году в Лондоне, где Ноэл Кауард написал для неё мюзикл «Оперетта».
В 1939 году Фрици Массари, вслед за своей дочерью Элизабет, эмигрировала в США, в Беверли-Хиллз. В последующие годы она поддерживала общение с другими эмигрантами: Людвигом Маркузе, Францем Верфелем, Альмой Малер-Верфель, Томасом и Генрихом Маннами, Лионом Фейхтвангером, Эрнстом Любичем. С 1952 года она вновь начала регулярно бывать в Германии. Фрици Массари умерла 30 января 1969 года в Беверли-Хиллз. Она была похоронена на кладбище Форест-Лаун в Глендейле.